# Clock King
Clock King är namnet på två seriefigurer, båda superskurkar, som dyker upp i DC Comics. Den första Clock King, skapad av Bill Finger, debuterade i Star Spangled Comics #70 (1947). Den andra Clock King, skapad av France Herron och Lee Elias, var en fiende till Green Arrow och debuterade i World's Finest Comics #111 (1960).

## Biografi
William Tockman spenderar sitt tidiga liv med att ta hand om sin invalidiserade syster. En dag får han besked från en läkare att han själv bara har sex månader kvar att leva. Bekymrad över sin systers framtid rånar han en bank i hopp om att pengarna ska försörja henne efter hans död. Under rånet utlöser han dock ett tyst larm vilket leder till att han tillfångatas av Green Arrow.
Medan han sitter i fängelse dör hans syster och han får samtidigt reda på att han faktiskt inte är dödssjuk. Hans läkare hade av misstag blandat ihop hans papper med en annan patients papper. Tockman blir rasande och rymmer från fängelset för att försöka hämnas på Green Arrow.
Tockman, som Clock King, blir vid ett tillfälle medlem i Major Disasters Injustice League, en organisation bestående av superskurkar. I brist på gott samarbete blir de dock gång på gång besegrade av Justice League. Clock King skapar och leder sedan sin egen organisation av superskurkar. Denna organisation visar sig dock vara ännu mindre organiserad än Injustice League. Clock Kings kumpaner fångas in, men han själv lyckas undkomma.
En ny Clock King medverkar i Teen Titans #56, som ledare för en grupp superskurkar som kallas Terror Titans.

## Krafter och förmågor
Den första Clock King har inga övermänskliga krafter men är atletisk och oerhört smart. Han använder flitigt ur- och tidsrelaterade manicker med ödeläggande effekt.
Den andra Clock King har förmågan att kunna se vad som kommer att hända i framtiden ett par sekunder i förväg, vilket låter honom förutse varje motståndares rörelse. Han är även ett tekniskt geni och har skapat enheter såsom teleporteringsmaskin, kommunikationsstörande utrustning och även en antigravitationsplattform, som alla är modellerade efter klockor.

## I andra medier
I 1960-talets TV-serie Läderlappen spelas Clock King av Walter Slezak, och dyker upp i dubbelavsnittet '"The Clock King's Crazy Crimes"/"The Clock King Gets Crowned". I avsnittet försöker Clock King, förklädd till en popartist, att råna ett galleri på en tidsrelaterad surrealistisk målning.
I Batman: The Animated Series har Clock Kings alter ego döpts om till Temple Fugate. Han medverkar först i avsnittet "The Clock King" och senare i "Time Out of Joint". I båda avsnitten gjordes hans röst av Alan Rachins. Alan Rachins repriserarde sin röstroll i Justice League Unlimited-avsnittet "Task Force X".
Den ursprunglige Clock King (William Tockman) medverkar i Batman: Den tappre och modige i avsnittet "Rise of the Blue Beetle!", med röst av Dee Bradley Baker. Han har då en tysk accent.
William Tockmans version medverkade i säsong 2 av Arrow, spelad av Robert Knepper.